# マハティール・ビン・モハマド
マハティール・ビン・モハマド（マレー語: Tun Dr Mahathir bin Mohamad、1925年7月10日 - ）は、マレーシアの政治家、医師。同国首相（第4代：1981年 - 2003年、第7代：2018年 - 2020年）、暫定首相（2020年2月24日 - 3月1日）などを歴任した。

## 来歴

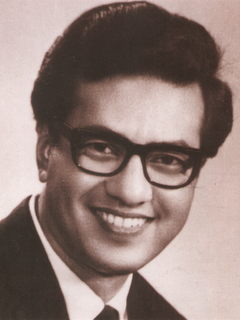
若い頃のマハティール

### 生い立ち
1925年7月10日、英領マラヤ時代のマレー半島北部ケダ州の州都アロースターに、9人兄弟の末っ子のマレー人として生まれた。父はインドのケーララ州から移住してきたイスラム教徒の家系の出身で、アロースター初の英語学校の校長だった。
当時のクダ州はイギリス支配下であった。ただし「植民地」ではなく、スルターンにある程度の権限が残された「保護領」であり、マハティールによれば、住民は概ねイギリス統治下の生活に満足していたとされる。1941年12月に日本軍により行われたマレー駐留のイギリス軍に対する攻撃が起こった時は高校生であった。日本軍はイギリス軍を短期間で一掃し、以後、マハティールは日本軍統治下のマレー半島で過ごす。

### 独立運動および政治活動開始
日本の降伏の後、マハティールは当初、マレー半島がイギリス領に戻ることを望んでいたが、イギリスはケダ州を戦前までの保護領ではなく、スルターンの権限を完全撤廃し、政治活動の禁止も含む完全な植民地化を進めるとの案を突きつけた。このイギリスの案は後に撤回され、現地人の政治活動も認められるが、このイギリスの態度は、マハティールがイギリスの植民地からの独立運動および政治活動に進む切っ掛けとなった。
翌1946年には統一マレー国民組織 (UMNO) 発足に関与、独立運動および政治活動を開始。1953年、シンガポールのエドワード7世医科大学を卒業し、医師の資格を取得。
1957年、アロースターの総合病院を辞職した後に、同地でマレー人初の医院を開業し、貧困層への診療に取り組む。医師業と並行して、UMNOの政治活動に従事した。

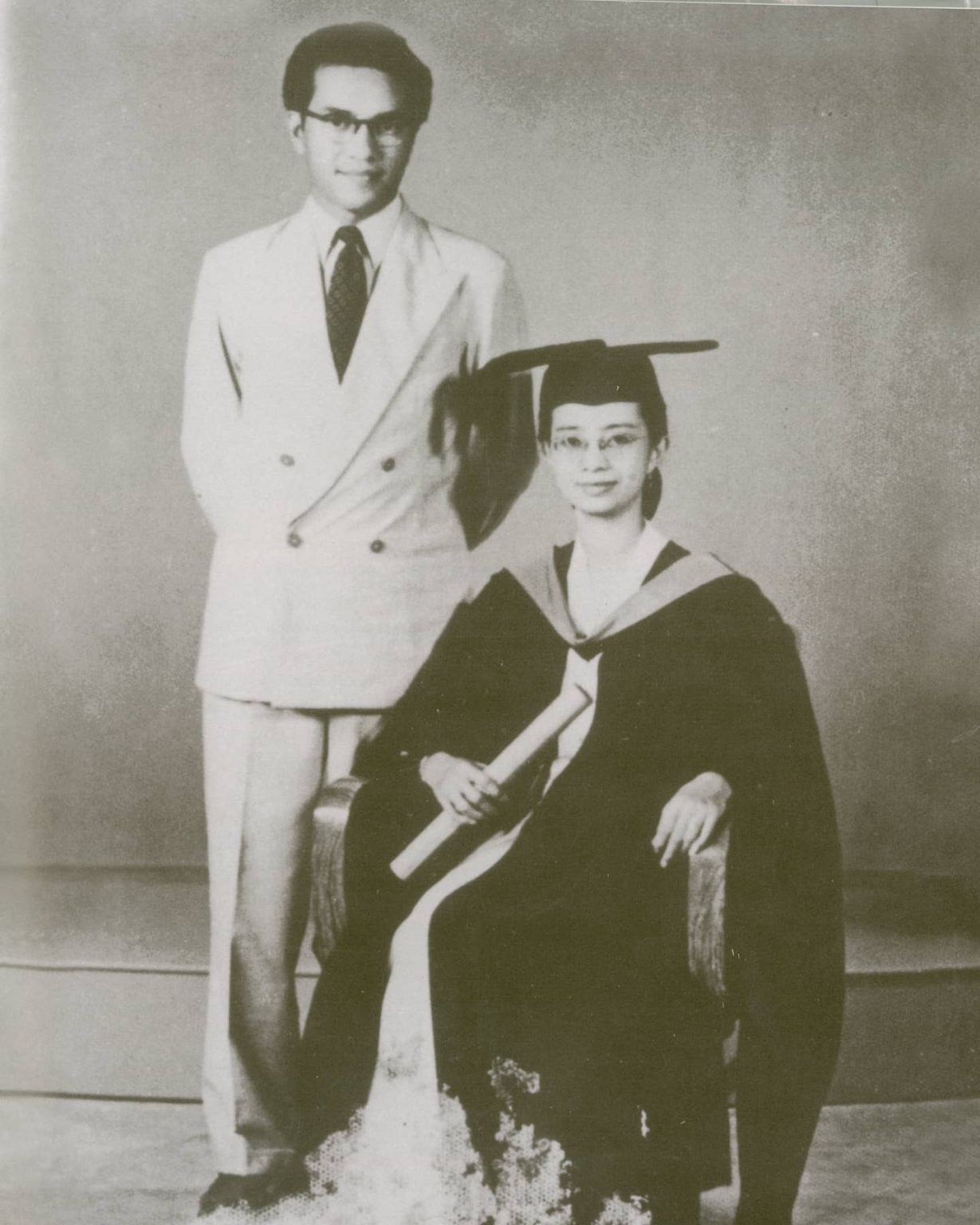
マハティールとシティ・ハスマ（1955年）

### 国会議員
1963年 マレーシア成立。翌1964年4月25日に実施された総選挙において、ケダ州から選出され、下院国会議員となった。1965年には統一マレー国民組織（UMNO）の最高評議会の委員に選出されている。

### 5月13日事件とラーマン批判
1969年総選挙において、全マレーシア・イスラーム党（PAS）のユースフ・ラーワーと争い議席を失った。
華僑系とマレー系との対立が激化し、マレーシア史上最悪の民族衝突事件である5月13日事件が発生すると、マハティールはマレー系優遇・トゥンク・アブドゥル・ラーマン批判のキャンペーンを展開した。6月17日は4枚の私信をラーマンに送り、1969年総選挙の敗北と5月13日事件の責任を取るために退陣を迫った。この私信が新聞に公開されたことにより、アブドゥル・ラザク副首相はUMNOの最高評議会を招集し、マハティールをUMNOから除名した。
除名後、マハティールは、『マレー・ジレンマ』を1970年に著した。マレー・ジレンマは、マレーシア国内では発禁処分となったが、シンガポールでは読むことが可能であったことから、多くのマレーシア人が読んだとされる。

### UMNO復帰
1972年、アブドゥル・ラザクと和解、UMNO復帰を果たす。1973年、マレーシア食品工業公社会長に就任すると同時に、上院議員に任命された。1974年には、1974年総選挙に立候補するために、上院議員を辞職、その際の総選挙でケダ州から立候補し当選、下院議員復帰を果たした。9月5日の組閣人事で、新内閣の教育相に任命された。
1976年1月、ラザクが病気療養先のロンドンで急死すると、マハティールは副首相に就任した。副首相時代のマハティールは、PASとUMNOの対立の収拾に対処することとなる。クランタン州において発生したナシル（Mohamad Nasir）・クランタン州首相（UMNO）が、アスリ・イスラーム党党首とロフティ州連絡委員長がクランタン州首相であった時代（1964年-1974年）にシンガポール籍の企業を含む内外の企業に貸与していた土地を回収したことにより、両者の対立が激化した。最終的には、非常事態を宣言し、同州の連邦政府直轄化を行うことで事態の収拾にあたった。
1978年6月に実施された総選挙において、UMNOとアライアンス関係を組む国民戦線は勝利し、7月27日に発表された組閣人事で、マハティールは副首相兼通産相に就任した。

## 首相時代

### 第一次マハティール政権 1981-1982
1981年7月16日、マハティールは首相に選出され、マレーシアで初めて王族以外の平民出身の首相となった。それ以後、マハティールは与党統一マレー国民組織（UMNO）を率いて、2003年までの22年間、首相を務めた。7月19日には、組閣人事を発表した。自らは国防相を兼任するとともに、5月13日事件以前からの盟友であるムサ・ヒタム（en）を副首相兼内相に任命したため、「2M内閣」と呼ばれた。

#### ルックイースト政策
マハティールは就任第一声で「迅速・清潔・効率的な行政」を掲げ、経済面では、ブミプトラ政策の推進に邁進することとなった。それが、1981年12月15日に表明された「ルックイースト政策」の発言である。

### 第二次マハティール政権 1982-1986

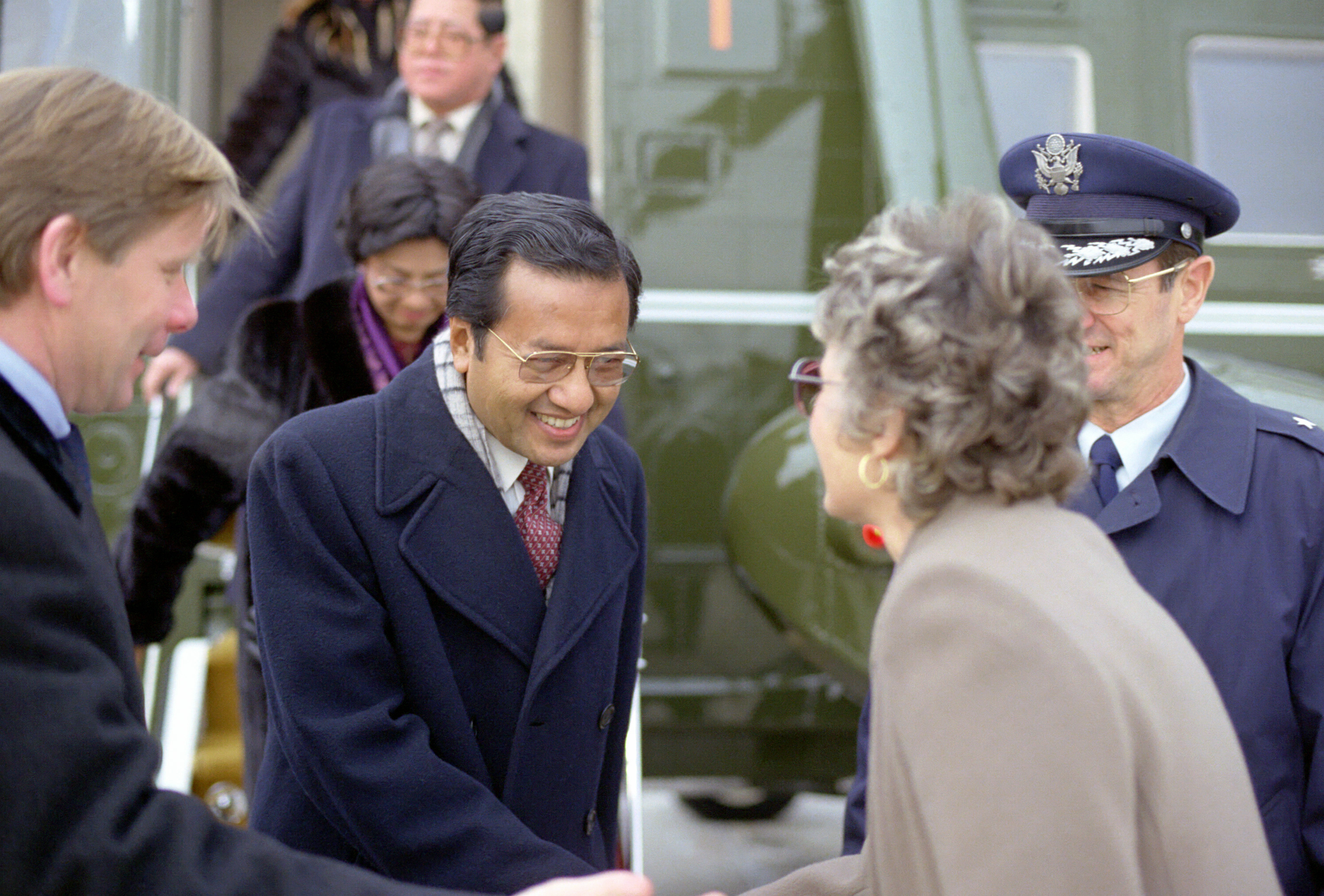
1984年の訪米時

1982年4月に実施された総選挙に先駆け、ABIMの指導者であるアンワル・イブラヒムのUMNO参加が決定した。
選挙後、発足した第二次マハティール政権は、1983年には、政治介入を行い、加えて、免訴特権を持つスルタンたちとの対立の過程で、憲法改正を推進し、スルタンの発言力をそぐことに成功した。
翌1984年、マハティールは第四次マレーシア計画の中間報告を行い、政策と目標を明らかにしていく中で7月14日には内閣を改造し、UMNO長老層の引退を迫った。さらに、1986年になると、盟友であるムサ・ヒタムとの対立が顕在化し出した時期でもあった。ムサ・ヒタムは副首相を辞職し、ガファール・ババが国家農村開発相と副首相を兼任する体制へと変わった。

### 第三次マハティール政権 1986-1990
1986年7月に実施された総選挙において、国民戦線は、憲法改正問題、UMNOの内部対立、これに加えて、1984年以降のマレーシア経済は不況の真っ只中であり、マハティール政権にとって不利な情勢であったが、8月には、第三次マハティール政権が発足する。マハティールは内務相を兼任する。アンワルが教育相に就任し、実質的にもマハティールの後継者としての地盤を固めていったと目されていった。
1987年、マハティールとムサ・ヒタムの対立が明確となった。に対して、4月10日、マハティールはムサ・ヒタムへの批判を展開し、そのまま4月22日のUMNO役員選挙に突入した。UMNO役員選挙において、マハティール総裁-ガファール・ババ副総裁が僅差ながら勝利を収めた。この対立は翌年のムサ・ヒタム、ラザレイ・ハムザといった反マハティール派の46年精神党結党につながった。
1989年、心臓バイパス手術を受けた後、4月には公務に復帰。5月半ばからはアメリカ合衆国、イギリスを訪問するなど、精力的な活動を続けた。

### 第四次マハティール政権 1990-1995
1990年10月の総選挙で勝利を収めたマハティールは、引き続き政権を担当することとなり、第四次マハティール政権が発足した。

#### ワワサン2020構想
1991年2月28日、新経済計画（NEP）が終了するのに伴い、マレーシアを2020年までに先進国の仲間入りを達成させる野心的な長期開発構想プロジェクト「ワワサン2020（ヴィジョン2020）」が策定され、マレーシアの経済発展の新しい指針となった。9つの戦略的課題を提示することで、30年間でのマレーシアの国内総生産を8倍（1990年時点で1150億リンギから2030年時点で9200億リンギへ）に伸ばすことを目標に据え、内閣改造の目玉として、アンワルを教育相から蔵相に配置転換することでそのプロジェクトの実務を担当させた。
長期政権になったマハティール政権内部では世代交代の声が高まったのもこの時期である。1993年のUMNO役員選挙において、アンワルがUMNO副総裁に選出される公算が大きくなるにしたがい、ガファール・ババ副総裁は、10月末には内閣のポスト全てを辞した。翌月、マハティール総裁-アンワル副総裁が無投票で決定したことで、世代交代の機運が明確となった。
1994年には、再度の憲法改正が実施され、マレーシア憲法66条において、立法過程での最高元首の裁可権限が強化され、40条第1A項新設に伴う「最高元首が助言に基づく行動をとる」と定められたことにより、首相府の強化が実施された。

### 第五次マハティール政権 1995-1999

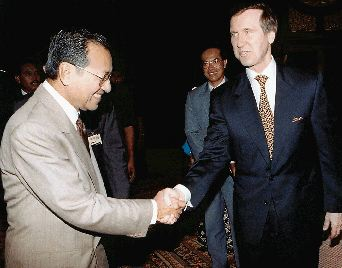
マハティールとアメリカ合衆国国防長官ウィリアム・コーエン (1998年1月12日)

マハティールは1995年の第1回以来、国際交流会議「アジアの未来」にほぼ毎年参加する"常連"だ。 

#### アジア通貨危機
1997年7月、タイバーツの通貨危機を皮切りに、アジア通貨危機が発生した。マレーシアの国内総生産は、通貨危機発生前は、1USドル＝2.5リンギットであったものが、98年2月には、4.2リンギットまで暴落した。
韓国、インドネシア、タイが国際通貨基金（IMF）に対して、財政支援を求め、財政赤字を縮小するための緊縮財政と通貨安定のための高金利政策を採用する中で、マレーシアの政策は、独特なものであった。1USドル＝3.8リンギットに固定することで通貨の安定を図る一方、財政支出の拡大、金利の引き下げの断行を行うことで、景気刺激策に打って出た。同時に、資本の海外流出を防ぐために、非居住者のリンギット取引を中央銀行の許可制へ移行、また、1998年9月から1年間は、非居住者がマレーシア株式及びリンギット建資産の売却で得た外貨の持ち出しの禁止を行った。
アジア通貨危機は、タイをはじめとする各国の経常赤字と国内不動産のバブル化とそれに見合わない形で現地通貨が割高に放置されていたこと、対外債務と外貨準備高の不均衡（タイの場合、1997年時点で対外債務は1060億ドルであり外貨準備高は380億ドルしかなかった）が原因であるが、マハティールは、アジア通貨危機の原因をジョージ・ソロスをはじめとする欧米諸国の投機筋による実需を伴わない投機的取引が原因であると論陣を張った。1997年11月29日付の『エコノミスト』において、マハティールの主張は批判の対象とされたが、1998年、マレーシア経済がマイナス成長から脱すると、韓国、インドネシア、タイがいずれも経済的に浮揚するきっかけを掴み損ねていただけに、マハティールの政策運営に対して、評価の声が上がった。

### 第六次マハティール政権 1999-2003

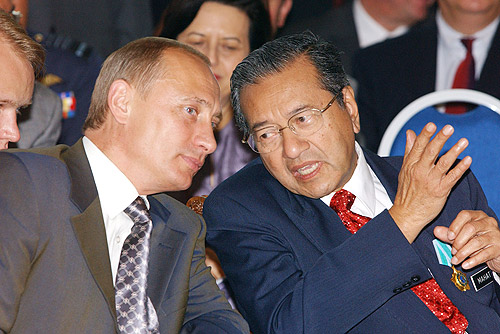
マハティールとロシア連邦大統領ウラジーミル・プーチン (2003年8月5日)

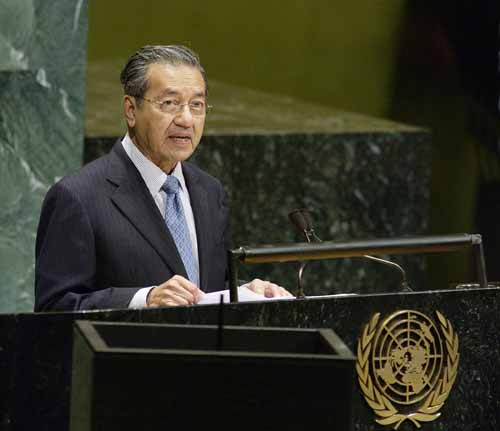
ニューヨークでの国際連合総会で講演するマハティール（2003年9月25日）

2000年3月、マレーシアのクアラルンプールで開催されたアセアン研修20周年記念シンポジウム。マハティールは「日本の産業形成過程で、中小企業は伝説的な役割を果たした。PREXの研修プログラムはASEANの中小企業を支援できる」と述べた後、「各国のPREX同窓会は関西とASEANをつなぐ素晴らしいネットワークである」と評価した。
2000年5月1日、マハティールはメーデーでの労働者へ向けたメッセージで、より高い賃金を得るには使用者と対決するのではなく、生産性を上げることだと勧告した。また労組が要求している最低賃金の早期導入については、否定的な見解を示した。
マハティールは2001年のアメリカ同時多発テロ事件直後、イスラーム教国のリーダーとしてはいち早くテロを非難した。イスラーム過激派ターリバーンに対して厳しい批判的立場であったが、一方でアメリカの「テロとの戦争」に対しても「無関係の市民に対する攻撃だ」と非難している。
2002年3月26日に、貿易通貨として金貨ディナール（gold dinar）を使用することを提唱。その後、マレーシア経済が回復基調となると、再び政治的に安定を迎え、2003年10月31日、22年間務めた首相の地位から退いた。同年、サイドシラジュディン国王から、最高位勲章「SMN勲章」及び「トゥン」(Tun) の称号を下賜された。これに先立って1997年にはキング・ファイサル国際賞イスラーム奉仕部門を受賞している。2004年には中華人民共和国の清華大学より名誉博士号が授与され、2008年5月23日には立命館大学より第36号名誉博士号が授与された。

## UMNO離党 と新党結成
マハティールは2003年に政界から引退したが、2010年代に入ると再び政治的な存在感を増してきた。
ナジブ・ラザク首相が首相就任直後に設立した政府系投資ファンド1MDB（ワン・マレーシア開発公社）の汚職疑惑が明るみになると、マハティールは、2016年2月にUMNOを離脱し、ナジブの退陣とマレーシアの救済を目指すマレーシア市民宣言を訴え市民への署名活動を行い、同年5月、100万人の署名が集まったことで署名書を国王に持って訴えた。また、2016年8月にはマレーシア統一プリブミ党 (PPBM) を新党として結成し、同年12月に同党は、人民正義党、民主行動党、国民信任党の3党が結成している野党連合パカタン・ハラパンと選挙協力の覚書を交わした。
2017年7月、野党連合パカタン・ハラパンの議長となると、12月に第14回総選挙への出馬を表明し、2018年1月には野党連合パカタン・ハラパンにより首相候補として指名された。

## 第七次マハティール政権 2018-2020

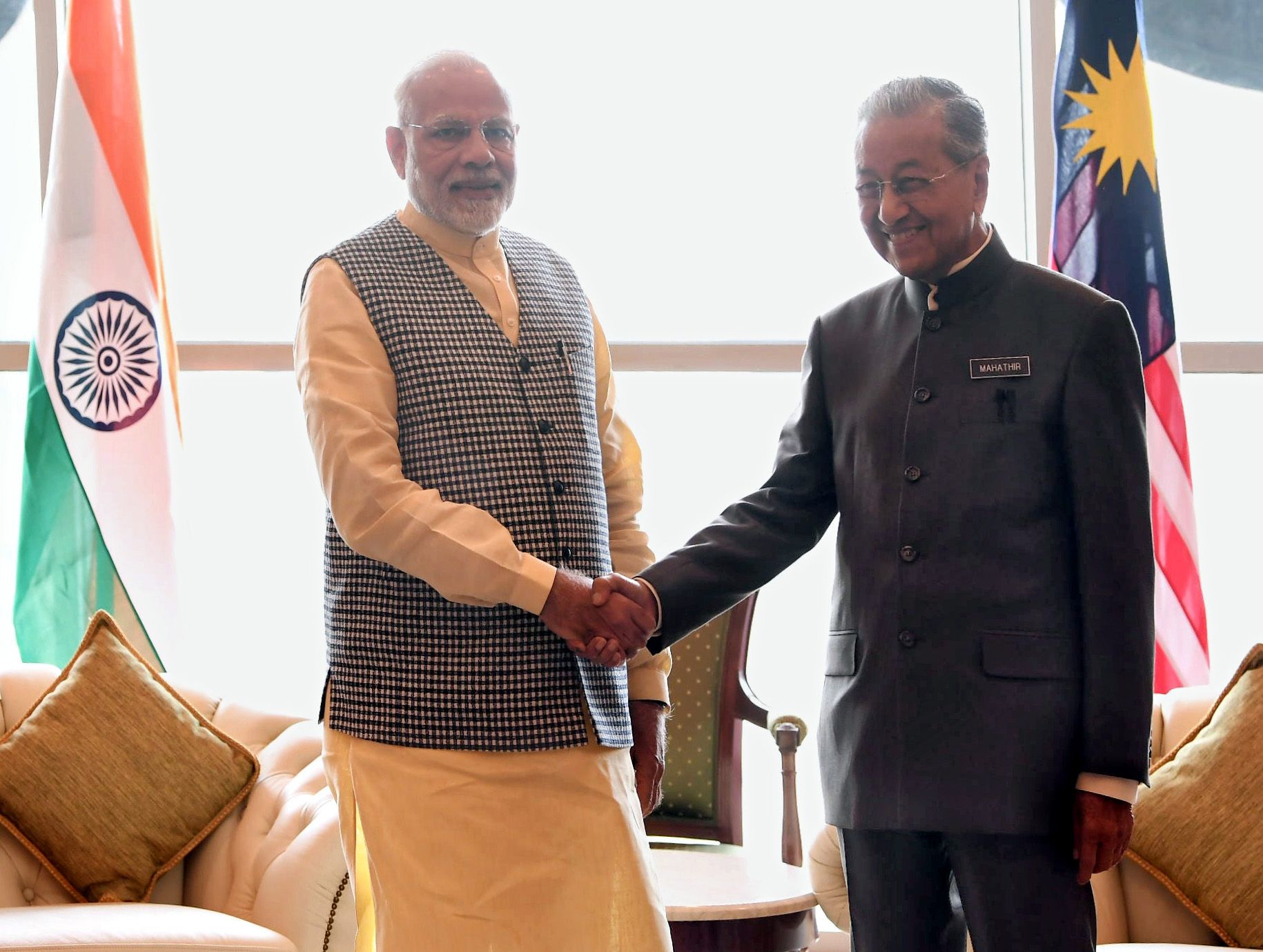
マハティールとインドの首相ナレンドラ・モディ (2018年5月31日)

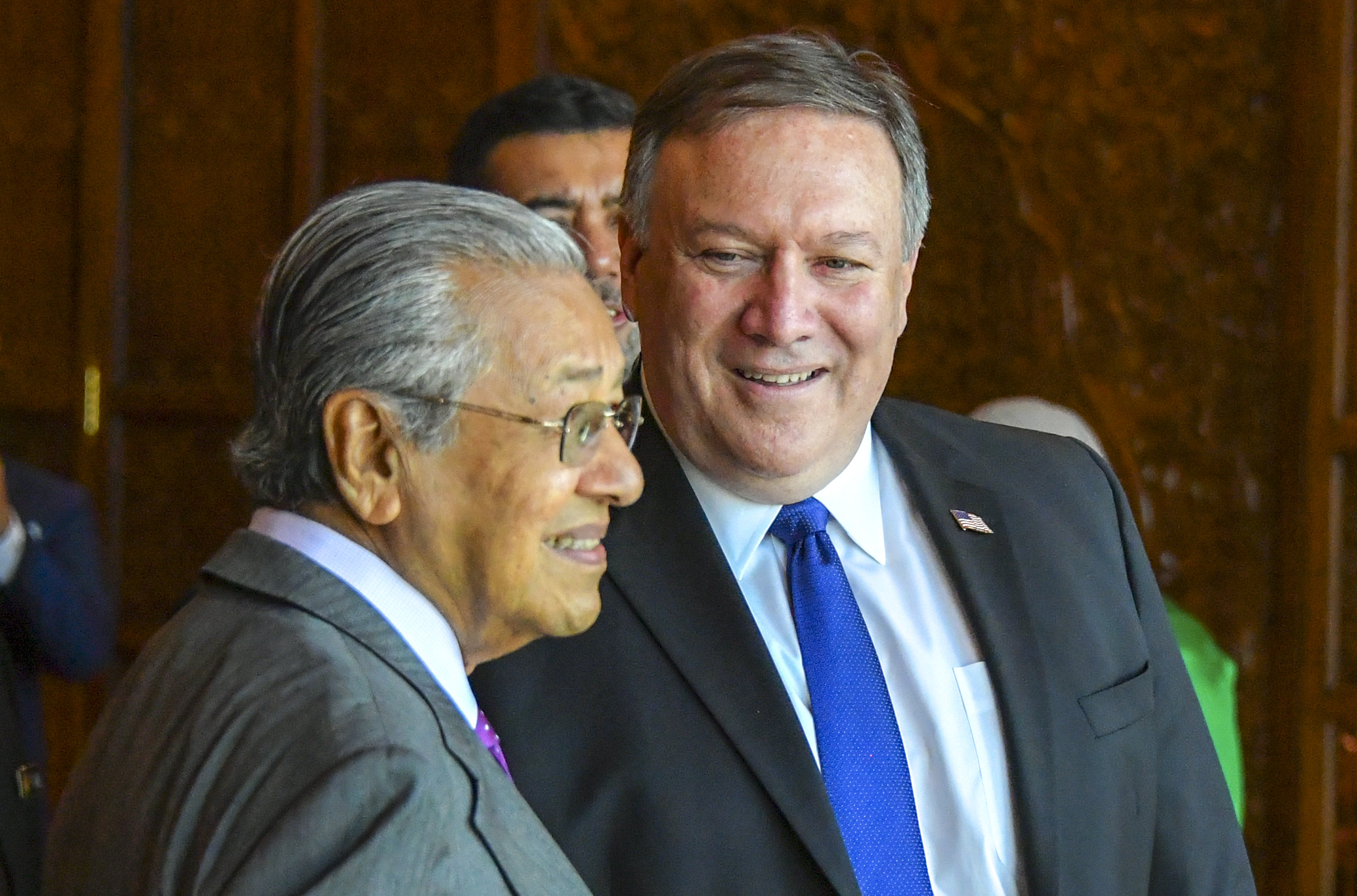
マハティールとアメリカ合衆国国務長官マイク・ポンペオ（2018年8月3日）

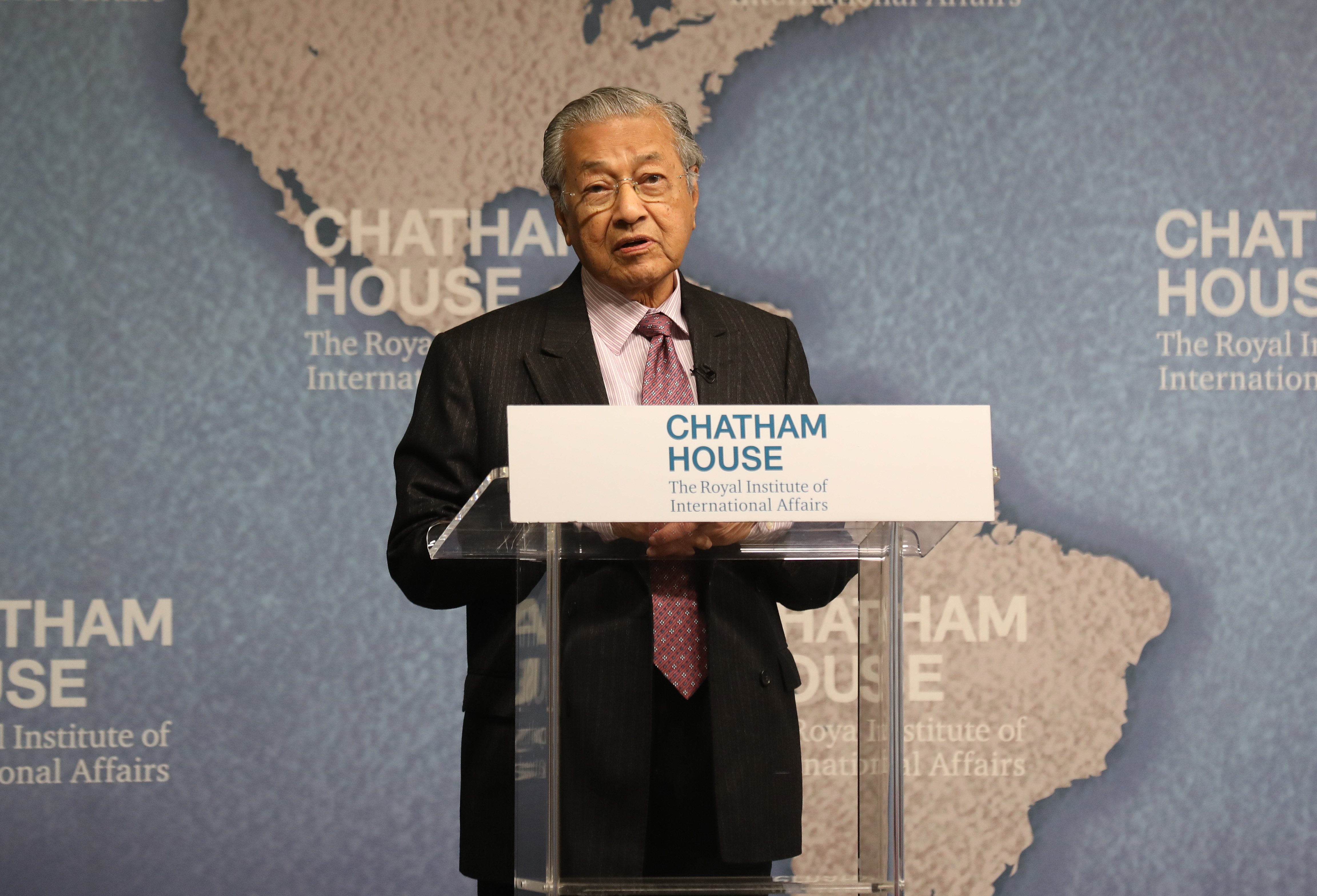
イギリスの王立国際問題研究所でスピーチを行うマハティール（2018年10月2日）

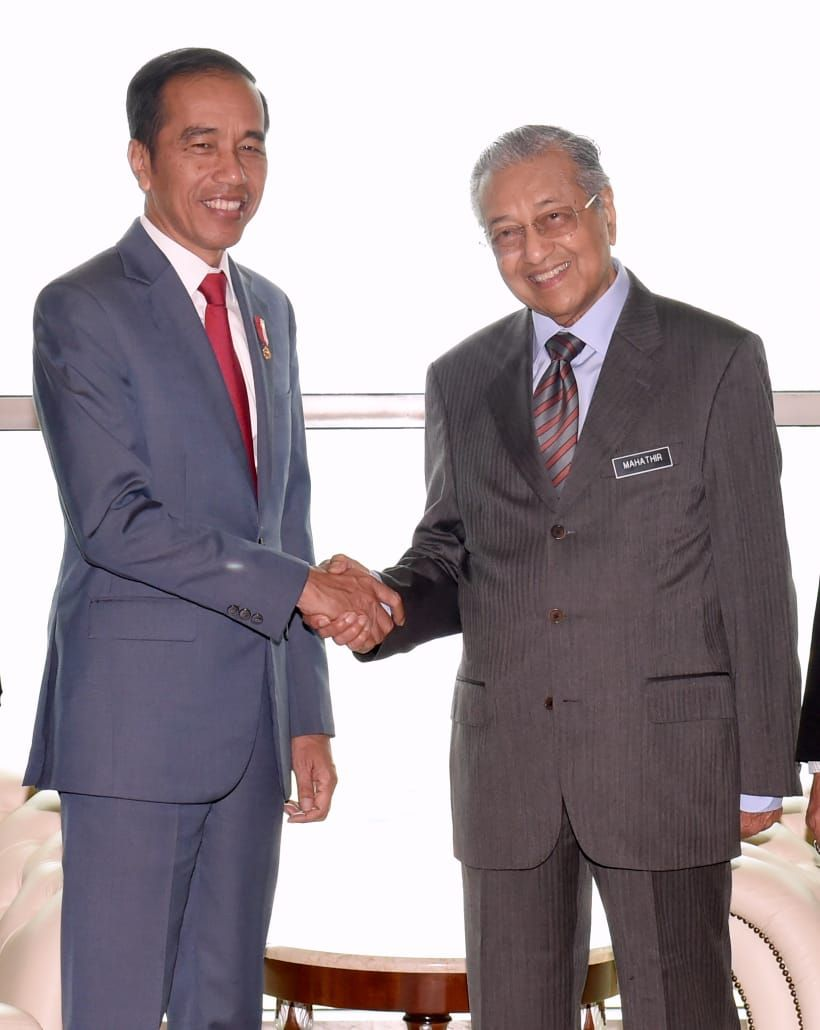
マハティールとインドネシアの大統領ジョコ・ウィドド (2019年8月9日)

### 世界最高齢での就任
2018年5月9日に2018年マレーシア下院議員選挙が投開票され、野党連合が過半数を獲得しマハティールが勝利宣言。建国以来初の政権交代となった。自身もケダ州から立候補し当選、下院議員復帰を果たした。同月10日、国王ムハンマド5世から新政権の首相に任命され、15年ぶりに政府首班の地位に返り咲いた。年齢90代の人物が選挙で勝利し国家指導者に就任した例は世界でもほとんどない。
この間、日本にも度々来日し、中国とも直接交渉するなど外交を積極的に展開している。

### 1MDB 汚職事件の捜査
ナジブ・ラザクに対しては、首相在任中から政府系ファンド「1MDB」の資金を流用していたとの疑惑がくすぶっていた。だが、同氏は捜査当局の幹部を息のかかった人物で固めるなどして、疑惑を封印。当時の法務長官は2016年1月、ナジブが7億ドル近い資金を受け取ったとの疑惑について「サウジアラビアの王家からの個人献金で違法性はない」と結論づけ、捜査を終結させていた。
立件されずに終わるかにみえた疑惑が再び捜査の対象となったきっかけは、2018年5月の政権交代だ。ナジブ政権の汚職体質を批判して総選挙に勝利したマハティールは首相に就任するとすぐに、ナジブ夫妻に出国禁止を命じた。この2人からそれぞれ事情聴取したほか、多額の現金や宝石、高級バッグも押収した。
タックスヘイブン（租税回避地）などを使った複雑なマネーロンダリング（資金洗浄）の仕組みを解明するため、米司法省やシンガポール金融通貨庁（MAS）などにも協力を要請。ナジブを立件しようとして更迭されたとされるアブドル・ガニ・パタイル（Abdul Gani Patail）元法務長官を捜査チームに呼び戻した。訴訟に強い弁護士として定評のあるトミー・トーマス（Tommy Thomas）を新法務長官にあてた人事も、ナジブ立件を最優先課題とするマハティールの意向を反映した。
2018年11月13日、マハティールは1MDBの不正行為に関与したとされる米金融大手ゴールドマン・サックスGS.Nについて、マレーシアをだましたと非難した。

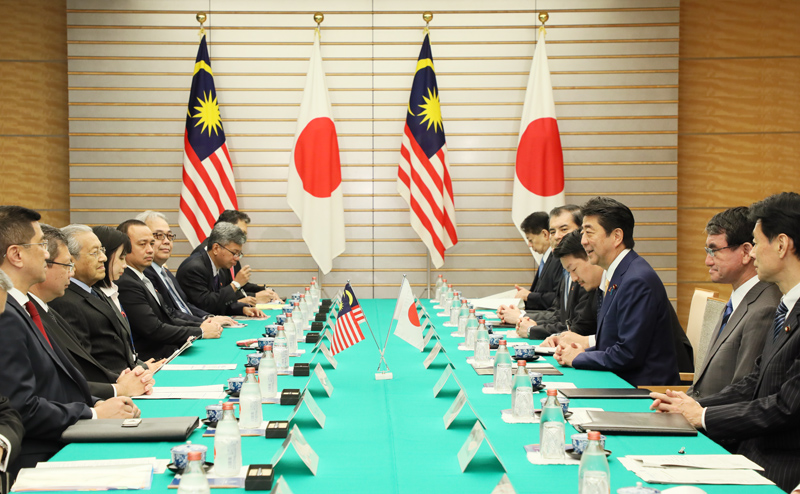
2018年11月6日、安倍晋三総理は、総理大臣官邸でマハティールと首脳会談等を行いました

### メガ・プロジェクト
2018年5月28日、マハティールはクアラルンプール・シンガポール間の高速鉄道計画を中止することを電撃的に発表した。巨額の工費となるが、マレーシアの利益にならない、とマハティールは説明した。

### シェアード・プロスペリティ・ビジョン2030（SPV2030）
マハティールは2019年10月5日、2021年から2030年までの10年間の国家開発計画を盛り込んだ「シェアード・プロスペリティ・ビジョン2030（SPV2030）」を発表した。2030年までに「所得グループ、民族、宗教、サプライチェーンにおける公正かつ公平な分配による持続可能な成長」を達成することを目的としている。マハティールは、SPV2030を1991年に同首相が提唱した2020年までの先進国入りを目標とした「ビジョン2020」の後継に位置付けている。

### 辞任
2020年2月に連立与党内はマハティール続投を求める勢力とアンワルへの早期禅譲を求める勢力の対立が激化し、混乱の責任を取る形で2月24日、国王アブドゥラに辞表を提出した。反アンワル派のムヒディン・ヤシンが首相に就任する3月1日まで暫定首相を務めた。

## 国会議員引退とその後
その後も敗北を認めず、5月開会予定の下院議会でムヒディンに不信任を突きつけることを目指したが、3月11日に公表された地元紙のインタビュー内で、自身がもはや議会過半数の支持を得られないことを認めた。
2020年8月12日、マハティールはこのほど立ち上げた新党の名称を「プジュアン（Pejuang）」と発表した。マレー語で戦士の意で、腐敗した政治と戦う意味を込めたという。
2020年9月26日、記者会見で、高齢を理由に次の連邦議会下院の総選挙に立候補せず、国会議員を引退する意向を明らかにした。
2021年3月9日、妻と共にケダ州ランカウイ島で新型コロナウイルスのワクチン接種を受けた。マハティールは「ワクチンは安全で効果的だ」と強調。国民に対し、迅速にワクチン接種の登録をするよう促した。
2021年5月21日、マハティールは第26回国際交流会議「アジアの未来」（日本経済新聞社主催）でオンライン講演した。米中関係については「世界全体の利害を考えながら、問題を解決すべきだ」と強調した。台湾と中国の緊張について「台湾は実質的に独立している」と指摘した。そのうえで中国の立場に理解を示し「台湾を特区として認めればいいが、完全に独立は良い戦略ではない。中国の一部でありながら、特別な権利を認めることがいいのではないか」と提案した。香港についても「人権が侵されるということになれば別問題だが、地域によって異なる（自由度の）解釈があることは受け入れなければならない」と中国寄りの姿勢をにじませた。
2021年7月8日には新たに立ち上げた祖国闘士党が当局より認可された。政局の混乱を受けて8月2日にクアラルンプールで行われた抗議活動にマハティールはアンワルらと共に恩讐を超えて参加し、ムヒディン首相の辞任を訴えた。
2022年8月22日、マハティールは次期総選挙で統一マレー人国民組織（UMNO）が圧勝するとの見通しを示した。これに伴い、職権濫用罪などで裁判を受けているナジブ元首相は恩赦を受け、首相に復帰する可能性が出てくるとも予測した。マハティールは年内に総選挙が実施されると観測。マレー系有権者の多くがUNNOの支持にまわっていると指摘した一方、野党はまだバラバラで、混乱していると国民はみているとも説明した。ナジブはUNNOの勝利で政治的な復権を果たしたいと考えており、汚職容疑などの有罪判決の赦免も期待しているともマハティールは指摘。「ナジブは首相職への復帰も望んでおり、疑いが完全に晴れればなることは可能だ」とも話した。
2022年11月19日投開票の総選挙に祖国闘士党から立候補したが同党は議席を獲得できず、マハティール自身も1969年以来53年ぶりに苦杯をなめた。23日、当面は自国の歴史に関する執筆活動に専念する考えを表明した。
2022年12月17日、自身の政党、祖国闘士党（プジュアン）の会長を辞任した。
現在は後進への助言や執筆活動に取り組んでいる。アジア独自の価値観を重視する同氏の発言に注目が集まる。

## 経済政策
従来の農作物や鉱産物の輸出、観光業に依存した体質から脱却し2020年に先進国入りするとの目標「ワワサン（マレー語で vision の意）2020」を掲げ、特に近年は、アジアにおけるIT先進国となるべく様々な経済政策を推進した。代表的なものとして、首都クアラルンプール周辺地域に建設された最新のITインフラが整備された総合開発地域マルチメディア・スーパーコリドーの建設が上げられる。このマルチメディア・スーパーコリドーには、中核となるハイテク工業団地サイバージャヤと、首相官邸や各省庁舎が立ち並ぶ行政都市プトラジャヤ、クアラルンプールの新しい空の玄関となるクアラルンプール国際空港 (KLIA)、空港に隣接するセパン (Sepang) サーキットなどが建設された。
また、国民車構想を提唱し、日本の三菱自動車の技術を導入した国産車メーカー「プロトン」の設立や港湾の整備、空港や鉄道などの各種交通インフラの充実など、主にインフラ整備と重工業の充実を中心とした経済政策を積極的に行い、一定の成果を上げた。
マレーシアも交渉に参加している環太平洋戦略的経済連携協定（TPP）については批判的であり、2013年8月26日、「TPPに署名すれば、外国の干渉なしでは国家としての決定ができなくなり、再び植民地化を招くようなものだ」との考えを語っており、交渉を透明化して中国を協議に加えるべきとしている。2018年6月12日、「TPP11を含めて原則的に自由貿易には賛成だ」と述べるとともに、「貧しい国と富める国との自由貿易はどうあるべきか。正しい自由貿易とは何か」と発言している。

### 財政政策
消費税は安定財源という面だけではなく名目GDPの一部門である個人消費に確実に悪影響を及ぼす側面も有しているので、もし消費増税が不況を呼ぶならその増税は中期的には国益に反する。よって減税が国家の税収増には効果的である。実際マレーシアで、電気製品や時計などについて消費税を完全に廃止したところ、マレーシアで買い物目当てで外国人の入国が増え、マレーシア国内で消費増となり企業収益の増加とそれによる法人税の税収増によってマレーシア政府の税収が増加した。また減税は企業活動の促進を助成し国を富ませることに貢献した。一方増税はそれとは逆の方向に国家経済をもっていきかねないので、税率制定には慎重であるべきだとし、経済のあらゆる部門へどのような影響を与えるか考慮する必要があるとする。
政府による投資はGDPの重要な要素であり、放漫財政を問題視し、東海岸鉄道計画のような巨額の債務をもたらすインフラストラクチャーの整備は財政再建から中止させて費用を削減させている。

## 外交政策

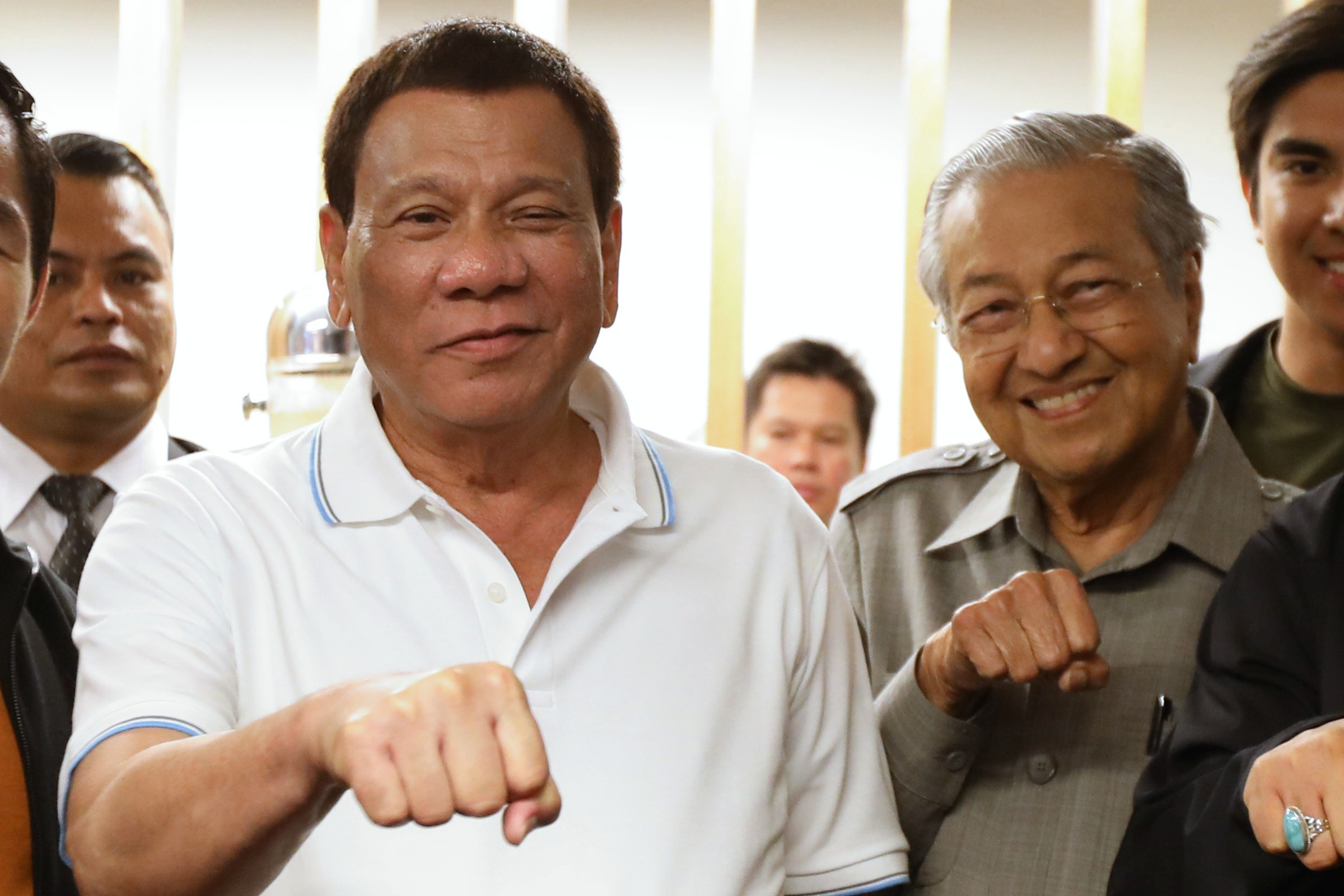
マハティールとフィリピンの大統領ロドリゴ・ドゥテルテ (2018年7月15日)

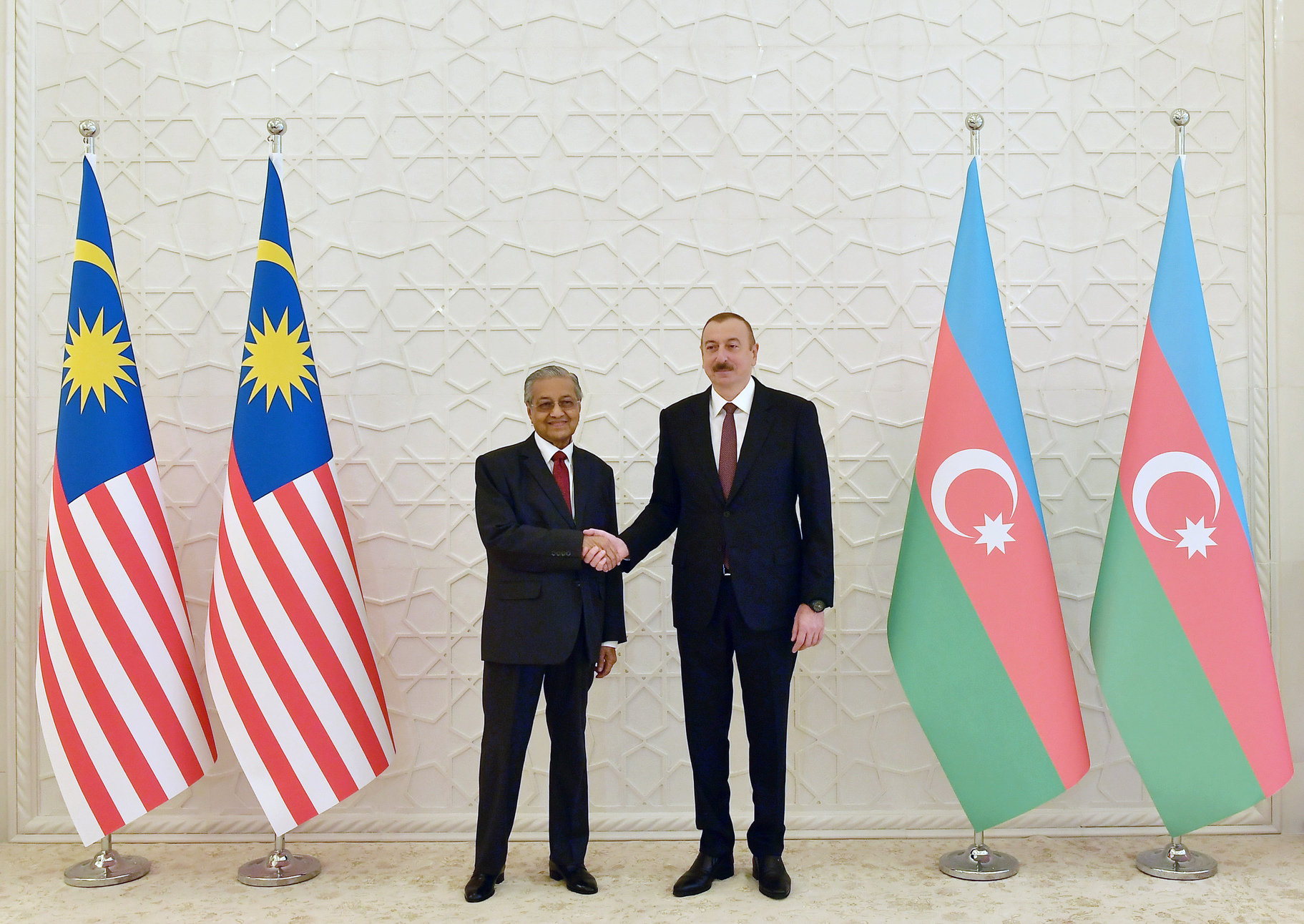
マハティールとアゼルバイジャンの大統領イルハム・アリエフ (2019年10月26日)

隣国シンガポールのリー・クアンユーとともにアジア的価値観を唱道し、当時のアメリカの人権外交と衝突し、『「NO」と言える日本』で有名な日本の石原慎太郎とは『「NO」と言えるアジア』を共著した。対外的にも1990年に後の東アジア共同体構想に繋がる東アジア経済グループ (EAEG) 構想やその発展版の東アジア経済協議体 (EAEC) 構想を打ち上げるなど、積極的に行動している。
東アジア経済協議体構想やルックイースト政策に見られるように、アジア諸国との連帯をその政策の中心に置いた。中国脅威論を否定して、中国との関係を損なうとしてTPPに反対姿勢も表明、南シナ海問題でも米軍の航行の自由作戦は中国を挑発してると批判し、アジアインフラ投資銀行（AIIB）に加盟しない日本に苦言 を呈するなど親中派ともされた。首相退任後に中国国家主席の習近平と会見した際も「中国の古い友人」と歓迎されている。
しかし、首相返り咲きを目指して総選挙に出馬した2018年からはかつての政敵であったアンワルとタッグを組み、中国に過度に依存するナジブ・ラザク政権を「中国に親密になり過ぎて、中立性を失った」と批判し、中国のほか日本や韓国などとの等距離外交に復帰すべきだとの考えを表明している。2018年の選挙勝利後の記者会見で中国の一帯一路は支持するもマレーシアには一部の中国との協定を再交渉する権利もあると述べており、東海岸鉄道計画も中国との再交渉で債務が持続可能な形に修正した。同年6月に初外遊で訪日した際は「中国とは好き嫌いかを問わず友好関係を維持する」と述べて東アジアを重視するルックイースト政策も続けるとした。2019年4月には中国の北京で開催された第2回一帯一路国際協力サミットフォーラムに出席してあくまで一帯一路を支持する姿勢を演説で表明し、同年5月にはアメリカが同盟各国に排除を呼びかけている中国ファーウェイの製品はアメリカより先端的で可能な限り使うとして安全保障上の懸念を一蹴しており、同年12月には米中貿易戦争の責任があるアメリカは高い代償を支払うと述べた。

## 日本について

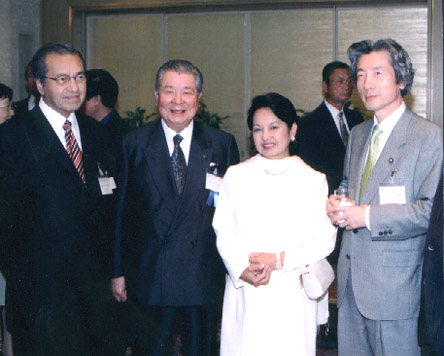
マハティールと小泉純一郎（2002年5月21日）

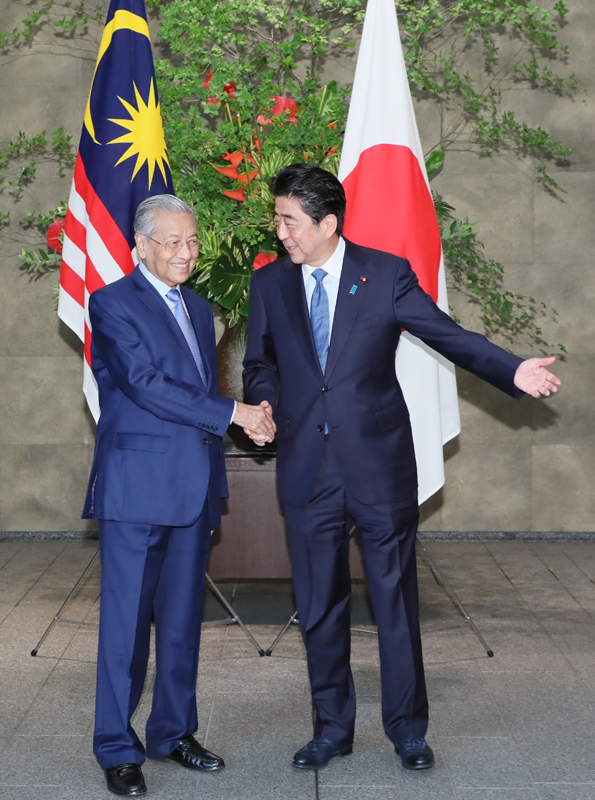
マハティールと安倍晋三（2018年6月12日）

マハティールは、英領マラヤに生まれており、日本軍のマレー半島侵攻が始まった時、高校生であった。少年マハティールはイギリスの圧倒的な国力を知り、長年のイギリス支配により「白人は無敵」との白人に対する劣等感があったため、日本は負けると思っていたが、その予想に反して日本軍は快進撃を続け、短期間でマレー半島からイギリス勢力を一掃した。この時、マハティールは初めて「白人が敗北することもある」と学んだ。日本軍占領時代のマレー半島は、イギリス支配下の時よりも食糧事情が悪化しており、マハティールも学校を退校するなどの不幸に見舞われており、日本の侵略は不幸なこととしている。しかし戦後、日本を訪問し、様々な企業を視察するうちに日本人の勤勉さに打たれ、日本に学ぶべきとの思いを抱くようになった。
息子や娘を日本の大学に留学させたり日本に関する著書を出したり、あるいは政治の舞台から離れていた時は日本人と共同でベーカリーを経営するなど熱烈な親日家である。
太平洋戦争の評価についても、「もしも過去のことを問題にするなら、マレーシアはイギリスやオランダやポルトガルと話をすることが出来ない。…我々は彼らと戦争をしたことがあるからだ。勿論、そういう出来事が過去にあったことを忘れたわけではないが、今は現在に基づいて関係を築いていくべきだ。マレーシアは、日本に謝罪を求めたりはしない。謝罪するよりも、もっと社会と市場を開放してもらいたいのだ。」と発言している。
1970年代初頭、国営の食品会社の社長の頃、そこで作るパイナップルの缶詰がおいしくないという悩みを聞きつけた三井物産が、おいしい缶詰の作り方を研究し、技術提供した。後のルック・イースト政策につながったと言われている。
2011年11月、日中関係について「中国は、日本に対して常に戦争への謝罪を求めるのは非現実的です。重要なのは、中国と良好な外交関係、良好な貿易関係を築くことです。それは日本にとって非常に良いことだと思います」と述べている。
2018年秋の叙勲では桐花大綬章を受章した。2019年5月にマハティールは日本を訪問し、首脳会談で東方政策の再活性化を通じて、「戦略的パートナーシップ」の強化に取り組むことを確認し、「日本・マレーシア協力：新時代における東方政策再訪」のファクトシートを発出した。

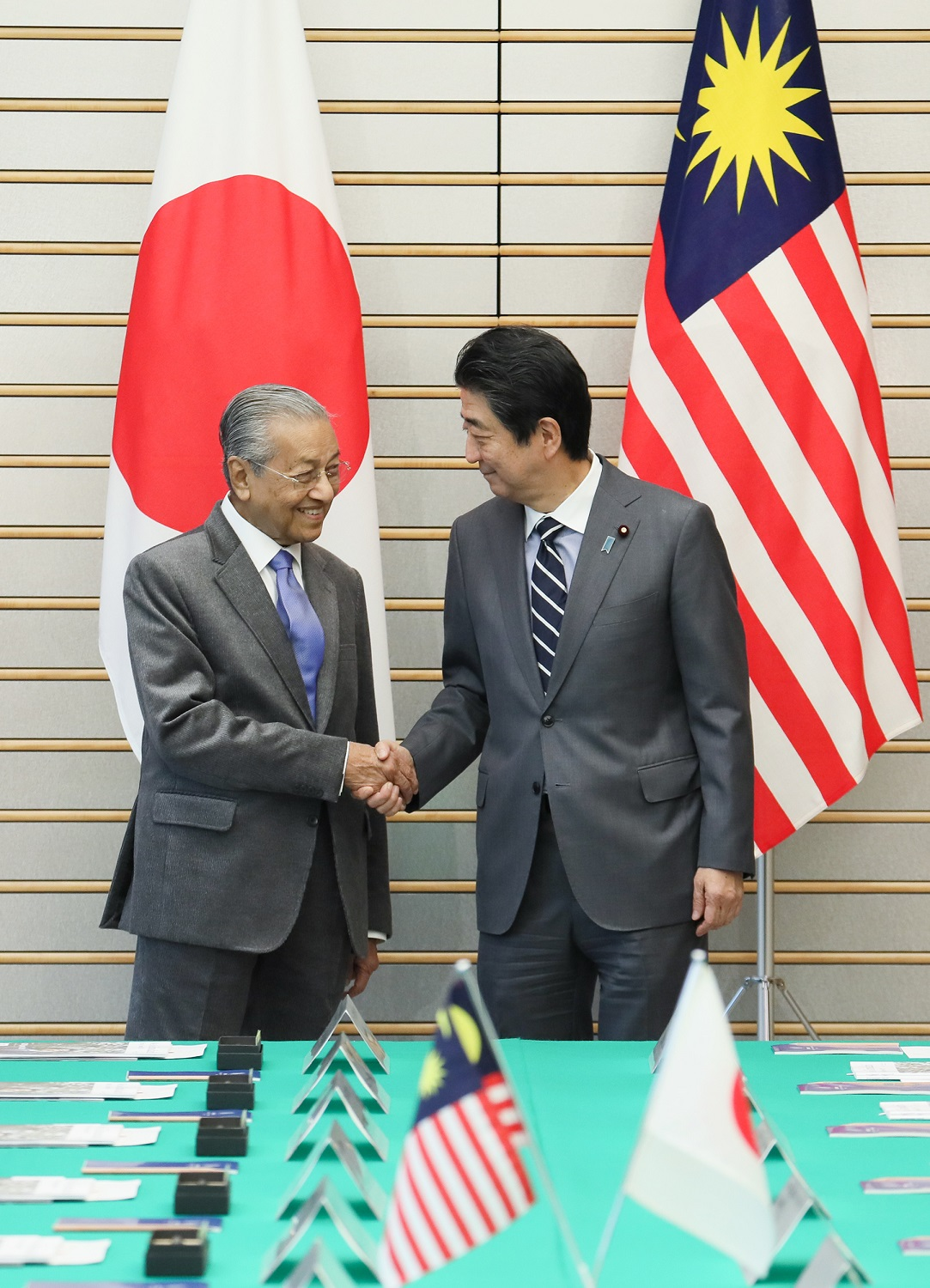
2019年5月31日、安倍晋三と

日本の外交政策については批判的であり、「アメリカの衛星国だとみなされて影響力を弱めている」「日本に学ぶことはまだあるとすれば、特に日本の失敗からだ」と述べている。
2022年7月、安倍晋三元総理大臣が暗殺されると、韓国訪問の帰途に急遽日本に立ち寄り、東京の安倍邸を訪問して直接遺族に弔意を伝えた。
2023年3月16日、来日中のマハティール、静岡県西部の農業関係施設を視察した。メロンが好物というマハティールを産地の静岡にと、川勝平太県知事が招いたことで実現した。就農を通じて障害者の社会参加を後押しする「農福連携」に取り組む京丸園（浜松市）や、名倉メロン農場（袋井市）など計4カ所を巡った。
2023年9月30日、マハティールが、創基151年筑波大学開学50周年の記念式典に出席、祝辞を述べた。
2024年9月3日、筑波大学マレーシア校は開校を記念してマハティールを招待し、新入生や教職員を対象とした講演会を開催した。その中でマハティールは、日本の戦後復興における規律と勤勉さが経済発展の原動力となったことを強調し、特に1961年に初めて日本を訪問した際、困難な状況の中で国の再建に全力を注ぐ日本国民の姿に深く感銘を受けたと述べ、その経験がマレーシアの発展にも多くの示唆を与えたと語っている。分校の開校はルックイースト政策を進めたマハティールが日本の大学の誘致を提唱し、マレーシア政府が働きかけ実現したものであった。

## 評価

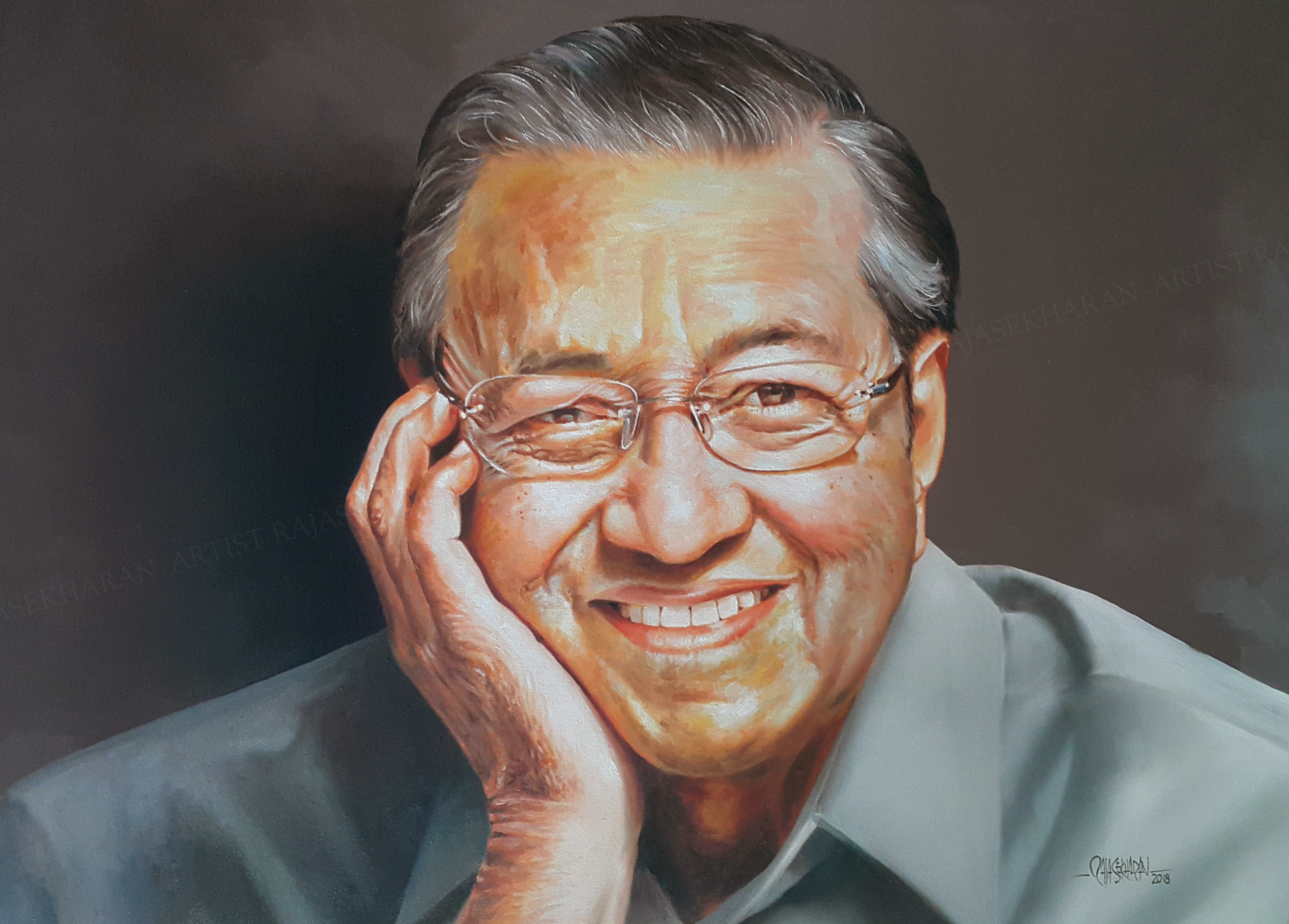
マハティール油絵

彼のリーダーシップの下で、いくつかのメガインフラストラクチャプロジェクト、特にクアラルンプールシティセンター（KLCC）、ペトロナスツインタワー、クアラルンプール国際空港（KLIA）が行われた。 また、マハティールは、マレーシアを外国投資に開放し、国際貿易障壁を減らし、政府サービスを民営化し、世界クラスの物理的インフラストラクチャを確立した。マハティール首相在任中、マレーシアは東南アジアで最も繁栄しダイナミックな経済の1つとなり、産業が繁栄し、中産階級が成長し、生活の質が向上した。マレーシアはまた、国際舞台でより積極的な役割を果たし、アジアとアフリカの発展途上国の声としての役割を果たした。マハティールは、2020年までにマレーシアを先進国にするための枠組みであるビジョン2020でも記憶されている。彼の功績により、彼はマレーシアの「近代化の父」と見なされている。
習近平中国共産党中央委員会総書記はマハティールについて、長年にわたる両国の友好協力を推進するために重要な貢献をしてきたことを称賛し、マハティールを「中国人民が尊敬する古い友人」と述べた。
日本の歴代首相や政治家とも親交が深いが、中でも東アジア経済圏構想などで協働した存命の中曽根康弘元首相や、「『NO』と言えるアジア－対欧米への方策 」（光文社）で共著の石原慎太郎元東京都知事とは旧知の仲だ。

## 栄典
- 1997年1月14日 - キング・ファイサル国際賞イスラーム奉仕部門[111]
- 2018年11月6日 - 日本国桐花大綬章[注釈 2][102]
- 2019年7月25日 - トルコ共和国勲章[注釈 3][112][113]

## 私生活

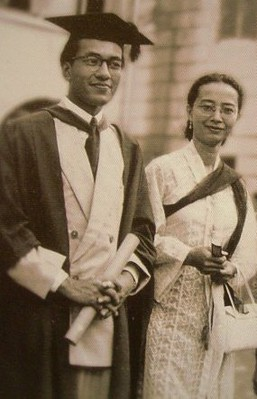
マハティールとシティ・ハスマ

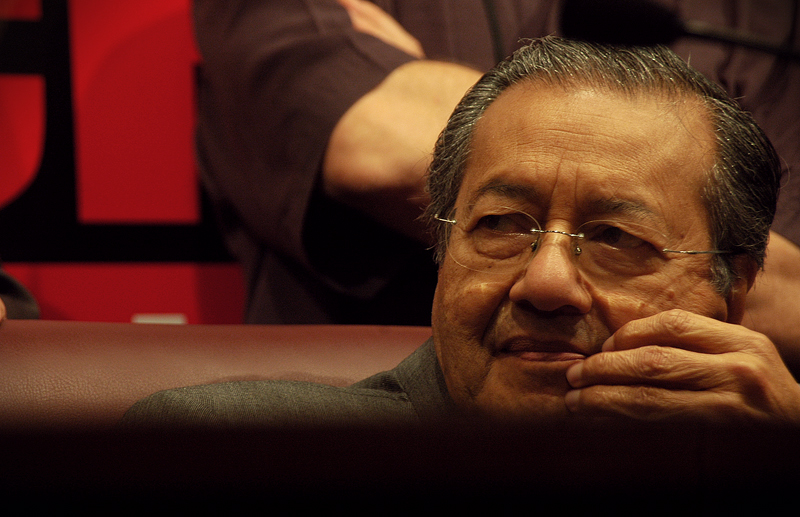
マハティール

既婚。医師である妻シティ・ハスマとの間に7人の子どもと16人の孫がいる。
1989年、64歳の時に、最初に心臓発作を起こした。その後、2006年に2度の心臓発作を起こし、2007年には心臓のバイパス手術を受けている。
2018年2月9日、マハティールは肺感染症などの症状でクアラルンプールの国立病院に入院した。
2021年12月16日、マハティールはクアラルンプールの国立心臓研究所に入院した。病院側の発表によると、検査を受け、経過観察のため数日間入院する。詳しい容体は明らかにされなかった。国立心臓研究所は21日、入院中のマハティールが数日中に退院すると発表し、12月23日にマハティールが全ての検査を終え、退院できる準備ができ退院したと発表した。
2022年1月7日、マハティールは国立心臓研究所に再入院した。病院側は「あらかじめ予定されていた手術のためだ」と説明し、詳しい容体は明らかにしなかった。1月13日、国立心臓研究所はマハティールが退院したと発表し、今後は自宅療養するとした。
2022年1月22日、マハティールが再び国立心臓研究所に入院したことが事務所幹部によって明らかにされた。マハティールが心臓関連の疾患で集中治療室(ICU)に入ったことを認めたが、詳しい容体は明らかにしなかった一方、マハティールの家族は「2日にわたる治療を経て、容体は安定している」と説明した。イスマイル・サブリ・ヤアコブ首相は同日夕、病院を訪れ約30分滞在した。同年2月5日、国立心臓研究所はマハティールが同日午前に退院したと発表し、今後は自宅で療養し、必要に応じて治療を受けると説明した。
2022年8月31日、マハティールが新型コロナウイルス検査で陽性となり、医師の指示に従い経過観察のため国立心臓研究所に数日間入院。9月4日に退院したことがマハティールの事務所により発表された。6日までは自宅で隔離生活を続ける。
2023年8月1日、マハティールが国立心臓研究所に入院。マハティールの関係者は感染症の治療のためで、症状は深刻ではないと強調。8月3日にマハティールが病室で自ら書類に記入している写真も公開された。翌8月4日に退院。
2024年2月13日、マレーシアの地元メディアによると、マハティールが1月26日から国立の病院に入院していたと報じた。マハティールの側近によると、感染症の治療で入院したが、容体は安定しているという。3月18日に退院。
マハティールは2024年7月10日に99歳の誕生日を迎えた。
2024年7月18日、マハティールの側近は、マハティールが15日から国立病院に入院していることを明らかにした。せきが続き、約2週間入院していた。その後、再びせきの症状が続いたため、同年10月15日より国立心臓病研究所に入院し、28日に退院した。
2025年7月10日に100歳を迎えたが、その直後の13日にまた入院した。

## 著書
- 高多理吉 訳『マレー・ジレンマ』井村文化事業社〈東南アジアブックス. マレーシアの社会 ; 2〉、1983年12月5日。NDLJP:12179677。
- マハティール、石原慎太郎 共著『「NO」と言えるアジア－対欧米への方策』光文社〈カッパハード〉、1994年10月。ISBN 978-4334052171。
  - 英語訳　Mahathir Mohamad, Shintaro Ishihara. (1995) The voice of Asia : two leaders discuss the coming century. Baldwin, Frank (tr.) 1st ed. Kodansha International.
- 福島範昌 訳 編『マハティール 日本再生・アジア新生』たちばな出版〈未来ブックシリーズ〉、1999年4月。ISBN 978-4886929754。
- 加藤暁子 訳 編『アジアから日本への伝言』毎日新聞社、2000年12月。ISBN 978-4620314891。
- 加藤暁子 訳 編『立ち上がれ日本人』新潮社〈新潮新書〉、2003年12月。ISBN 978-4-10-610045-1。
- 橋本光平 訳 編『日本人よ。成功の原点に戻れ』PHP研究所、2004年1月。ISBN 978-4569631455。
- 『ルック・イースト政策から30年 マハティールの履歴書』日本経済新聞出版社、2014年5月。ISBN 978-4-532-16869-8。
- 加藤暁子 訳『ドクトル・マハティールの知恵袋 : 平和への処方箋』城西大学出版会、2016年10月。
- マハティール・ビン・モハマド 述「平和への知恵」『水田三喜男記念グローバル・レクチャー：学校法人城西大学創立五〇周年記念講演録』城西大学出版会、2018年3月。掲載書の別題『Global lecture Mikio Mizuta memorial』
- 山本 信人「義塾を訪れた外国人（第23回）マハティール・ビン・モハマド」『三田評論』第1219号、2018年2月、90-93頁。
- マット・ロディ・チェデット 編 著、稗田奈津江 訳『マハティール語録若者よ、元気かい？』日本マレーシア協会、2020年5月。

洋書
スピーチ集
- Mahathir bin Mohamad. (1996) Towards a stable Asia. (Siri ucapan penting) Jabatan Penerangan Malaysia.（マレーシア情報局）
- Mahathir bin Mohamad. (1997) Mahathir's views. (Siri ucapan penting) Malaysian Dept. of Information.（マレーシア情報局）
- Mahathir bin Mohamad. (1997) MSC, a global bridge from Europe to Asia for the world century. (Siri ucapan penting) Jabatan Penerangan Malaysia.（マレーシア情報局）
- Mahathir bin Mohamad. (1998) Building regional prosperity through economic co-operation (Siri ucapan penting)　Jabatan Penerangan Malaysia.（マレーシア情報局）
- Hashim Makaruddin (ed.) Globalisation and the new realities : selected speeches of Dr. Mahathir Mohamad, Prime Minister of Malaysia. Pelanduk Publications, c2002.
- Hashim Makaruddin (ed.) Terrorism and the real issues : selected speeches of Dr. Mahathir Mohamad, Prime Minister of Malaysia. Pelanduk Publications, c2003.
- Hashim Makaruddin (ed.) Reflections on ASEAN : selected speeches of Dr. Mahathir Mohamad, Prime Minister of Malaysia. Pelanduk Publications, c2004.